# Пузович, Предраг
Пре́драг Пу́зович (серб. Предраг Пузовић; род. 6 мая 1950, Приеполе) — священник Сербской православной церкви и церковный историк. Профессор Богословского факультета Белградского университета и является членом совета директоров по всему региону. Также является иностранным членом Академии наук и искусств Республики Сербской (с 2015 года).

## Биография
Родился 6 май 1950 года в Приеполе. Он окончил начальную школу в деревне Доня-Бабина. В Белграде в 1970 году окончил духовную семинарию Святого Саввы, а в 1974 году — православный богословский факультет в Белграде.
Докторская диссертация «Карловарский митрополит Павел Ненадович и его время» была защищена 15 января 1990 году на Богословском факультете в Белграде, где затем был избран доцентом по предмету «История Сербской Православной Церкви». Академический 1990—1991 год он провёл в Германии на стажировке. В 1995 году избран доцентом. Решением Священного Архиерейского Синода в том же году он был назначен профессором Духовной академии святого Василия Острожского в Фоче. Через три года он был избран деканом Академии. В октябре 2000 году он был избран ординарным профессором. Отставка декана факультета принята в 2009 году. В 1975 году он был назначен в суплента (помощника преподавателя) богословия Святого Саввы в Белграде. Он был рукоположен в звание священника в 1977 году. Был председателем Совета православного богословского факультета в Белграде (два срока)
В 2010 году он написал иллюстрированную монографию «Српска патријашија» на 633 страниц, которая была напечатана на сербском и английском языках. Сербский Патриарх Ириней также дал благословение на издание и печать. Автор труда «Прилози са историју Српске православне цркве» в четырёх книгах.
4 декабря 2015 года избран иностранным членом Академии наук и искусств Республики Сербской.
Он был награжден орденом Святого деспота Стефана Лазаревича в 2019 году.

## Публикации
- Извори светости Светог Саве // Теолошки погледи, год. XIII, бр. 4 (1980). — C. 229—235.
- Историјски значај манастира Милешеве // Теолошки погледи, год. XIX, бр. 1-2 (1987). — C. 89—118.
  - Историјски значај манастира Милешеве // Прилози за историју СПЦ. 1997. — C. 20—44.
- Јанко Хуњади и цељски грофови // Теолошки погледи, год. XXI, бр. 1-2 (1989). — C. 93—102.
  - Јанко Хуњади и цељски грофови // Прилози за историју СПЦ, 1997. — C. 66—75.
- Вукашинови наследници // Гласник: службени лист Српске Православне цркве, год. LXXI, бр. 7. 1990. — C. 150—159.
  - Вукашинови наследници // Прилози за историју СПЦ, 1997. — C. 45—59.
- Српско војничко гробље у немачком граду Улму // Гласник: службени лист Српске Православне Цркве, год. LXXIII, бр. 1 1992. — C. 12—19.
  - Српско војничко гробље у немачком граду Улму // Прилози за историју СПЦ, 1997. — C. 311—321.
- Потиско-поморишка граница и сеоба Срба у Русију // Гласник: службени лист Српске Православне Цркве, год. LXXIII, бр. 2, 1992. — C. 25—34.
  - Потиско-поморишка граница и сеоба Срба у Русију // Прилози за историју СПЦ, 1997. — C. 96-127.
- Улога Српске Цркве у обједињавању српских земаља у другој половини XVI века // Гласник: службени лист Српске Православне Цркве, год LXXIII, бр. 3 (1992). — С. 42-53.
  - Улога Српске Цркве у обједињавању српских земаља у другој половини XVI века // Прилози за историју СПЦ, 1997. — C. 60-65.
- Василије Јовановић Бркић // Гласник: службени лист Српске Православне Цркве, год LXXIII, бр. 5 (1992). — С. 80-85.
  - Василије Јовановић Бркић // Прилози за историју СПЦ, 1997. — C. 181—189.
- Ко је хиротонисао цетињске митрополите? // Светигора, 11-12, Цетиње 1992, 14-15.
  - Ко је хиротонисао цетињске митрополите? // Прилози за историју СПЦ, 1997. — C. 138—141.;
  - Ко је хиротонисао цетињске митрополите? // Српска Православна Црква: прилози за историју 2, 2000. — C. 55-64.
- Др Ђоко Слијепчевић (7. IX 1907. Самобор — 16. I 1993. Келн) // Богословље, год. XXXV (L), бр. 1-2 (1992). — С. 103—116.
  - Др Ђоко Слијепчевић (7. IX 1907. Самобор — 16. I 1993. Келн) // Прилози за историју СПЦ, 1997. — C. 374—375. (в сокращённом виде)
- Протојереј Душан Кашић (1. V 1914. Велики Грђевац — 27. IV 1990. Београд) // Богословље, год. XXXV (L), бр. 1-2 (1992). — С. 97-102.
  - Протојереј Душан Кашић (1. V 1914. Велики Грђевац — 27. IV 1990. Београд) // Прилози за историју СПЦ, 1997. — C. 376—377.
- Сарајевско-рељевска богословија // Гласник: службени лист Српске Православне Цркве, год. LXXIV, бр. 1 (1993). — С. 9-23.
  - Сарајевско-рељевска богословија // Прилози за историју СПЦ, 1997. — C. 149—169.
- Митрополит Вићентије (Поповић), Хаџи Лавић — Јањевац // Гласник: службени лист Српске Православне Цркве, год. LXXIV, br. 6 (1993). — С. 134—142.
  - Митрополит Вићентије (Поповић), Хаџи Лавић — Јањевац // Прилози за историју СПЦ, 1997. — C. 76-89.
- Митрополит Карловачки Павле Ненадовић (1699—1768) // 100 најзнаменитијих Срба, Београд: Принцип, Нови Сад: Ш-ЈУПУБЛИК 1993, 102—107.
  - Митрополит Карловачки Павле Ненадовић (1699—1768) // Прилози за историју СПЦ, 1997. — C. 90-95.
- Манастир Рмањ // Гласник: службени лист Српске Православне Цркве, год. LXXIV, бр. 10 (1993). — С. 198—204.
  - Манастир Рмањ // Прилози за историју СПЦ, 1997. — C. 142—148.
- Протојереј Јевта Поповић (1809—1912) // Богословље, год. XXXVII (LI), бр. 1-2 (1993). — C. 103—107.
  - Протојереј Јевта Поповић (1809—1912) // Прилози за историју СПЦ, 1997. — C. 291—293.
- Два века Богословије у Сремским Карловцима // Црква: календар Српске православне патријаршије (1994). — С. 54-58.
  - Два века Богословије у Сремским Карловцима // Српски Сион, год. III, бр. 3 (1994). — С. 7-11;
  - Два века Богословије у Сремским Карловцима // Прилози за историју СПЦ, 1997. — C. 134—137.
- Митрополит Дабробосански Петар Зимоњић // Хришћанска мисао, год. II, бр. 4-6 (1994). — С. 27-30;
  - Митрополит Дабробосански Петар Зимоњић // Видослов, год. I, бр. 4 (1995). — С. 23-34.
  - Митрополит Дабробосански Петар Зимоњић // Прилози за историју СПЦ 1997. — C. 170—180.
  - Митрополит Дабробосански Петар Зимоњић // Српска Православна Црква: прилози за историју 2, 2000. — C. 105—130.
- Свети Сава живи и после уснућа // Свети Сава, Зборник радова, Београд: Народно дело, 1995. — C. 143—148.
  - Свети Сава живи и после уснућа // Прилози за историју СПЦ, 1997. — C. 16-19.
- Митрополит Михаило и нови епископи за време друге управе // Хришћанска мисао, год. III, бр. 1-3 (1995). — С. 39-40.
  - Митрополит Михаило и нови епископи за време друге управе // Прилози за историју СПЦ 1997. — C. 253—256
  - Митрополит Михаило и нови епископи за време друге управе // Живот и дело митрополита Михаила (1826—1898) 2008. — C. 21-33.
- Нићифор Максимовић, епископ Ужички (1831—1853) // Хришћанска мисао, год. III, бр. 4-6 (1995). — С. 45-47.
  - Нићифор Максимовић, епископ Ужички (1831—1853) // Прилози за историју СПЦ, 1997. — C. 190—199.
- Српско подворје у Москви // Гласник: службени лист Српске Православне Цркве, год. LXXVI, бр. 3 (1995). — С. 55-59.
  - Српско подворје у Москви // Прилози за историју СПЦ, 1997. — C. 213—222.
- Из историје Жичке епархије // Црква: календар Српске православне патријаршије, (1995). — С. 113—114.
  - Из историје Жичке епархије // Прилози за историју СПЦ, 1997. — C. 231—233.
- Укидање Неготинске и Шабачке епархије 1886. године (серб.) // Богословље: Часопис Православног богословског факултета у Београду. — 1995. — Т. 39, бр. 1—2. — С. 143—158.
  - Прилози за историју СПЦ, 1997. — C. 234—239.
- Избор Саве Дечанца за епископа Жичког // Каленић, год. XVII, бр. 1-3 (1995). — С. 11-13.
  - Избор Саве Дечанца за епископа Жичког // Прилози за историју СПЦ, 1997. — C. 257—263.
- Избор проте Милутина Стокића за епископа Тимочког // Теолошки погледи, год. XXVII, бр. 1-4 (1995). — С. 183—190.
  - Избор проте Милутина Стокића за епископа Тимочког // Прилози за историју СПЦ, 1997. — C. 264—269.
- Избор Мелентија Вујића за епископа Тимочког // Теолошки погледи, год. XXVII, бр. 1-4 (1995). — С. 191—194.
  - Избор Мелентија Вујића за епископа Тимочког // Прилози за историју СПЦ, 1997. — C. 270—272.
- Никодим Милаш, ректор Београдске богословије // Гласник: службени лист Српске Православне Цркве, год LXXVII, бр. 3 (1996). — C. 43-48.
  - Никодим Милаш, ректор Београдске богословије // Прилози за историју СПЦ, 1997. — C. 224—230.
- Епископ Нишки Јероним Јовановић (1825—1894) // Гласник: службени лист Српске Православне Цркве, год. LXXVIII, бр. 8 (1996). — C. 125—131.
  - Епископ Нишки Јероним Јовановић (1825—1894) // Прилози за историју СПЦ, 1997. — C. 200—212.
- Борба митрополита Михаила против неправославних икона у српским црквама // Хришћанска мисао, год. IV, бр. 1-4 (1996). — C. 48-49.
  - Борба митрополита Михаила против неправославних икона у српским црквама // Прилози за историју СПЦ, 1997. — C. 273—275.
- Пастирски рад митрополита Михаила // Хришћанска мисао, год. IV, бр. 9-12 (1996). — C. 48-49.
  - Пастирски рад митрополита Михаила // Прилози за историју СПЦ, 1997. — C. 278—284
- Епархије Српске Православне Цркве у расејању // Богословље, год. XL (LIV), бр. 1-2 (1996). — C. 87-96.
  - Епархије Српске Православне Цркве у расејању // Прилози за историју СПЦ, 1997. — C. 353—361.
- Како је настао катихизис Јована Рајића // Јован Рајић — животи дело, Београд: Институт за књижевност и уметност, 1997. — C. 329—334.
  - Како је настао катихизис Јована Рајића // Прилози за историју СПЦ, 1997. — C. 128—133.
- Никола Пашић и митрополит Михаило (1883—1898) // Никола Пашић живот и дело, Зборник радова са научног скупа у Српској академији наука и уметности, Београд, 16. и 17. октобар 1995. и Задужбини "Никола Пашић // Зајечар, 19. октобар 1995. године, Београд: Завод за уџбенике и наставна средства, 1997. — C. 245—259.
  - Прилози за историју СПЦ, 1997. — C. 240—252.
- Рад митрополита Михаила на сузбијању секте Назарена // Црква: календар Српске православне патријаршије (1997). — C. 88-92.
  - Рад митрополита Михаила на сузбијању секте Назарена // Прилози за историу СПЦ, 1997. — C. 285—290.
- Дивљански манастир у XIX веку // Зборник радова Пиротска буна1836 (1997). — C. 249—257.
  - Дивљански манастир у XIX веку // Прилози за историју СПЦ, 1997. — C. 294—300.
- Прилог историји манастира Успења Пресвете Богородице у Сељанима // Милешевски записи, бр. 2 (1997). — C. 175—181
  - Прилог историји манастира Успења Пресвете Богородице у Сељанима // Прилози за историју СПЦ, 1997. — C. 301—305.
- Хапшење и смрт митрополита Скопског Јосифа // Богословље, год. XLI (LV), бр. 1-2 (1997). — C. 37-48.
  - Српска Православна Црква: Прилози за историју 2. — Београд: Богословски факултет СПЦ 2000. — C. 151—167
  - "Мудри орачњиве Господње // Споменица Јосифа Цвијовића епископа битољског и митрополита скопског, Цетиње-Лепосавић-Београд, 2007. — C. 115—127.
- Иван Васиљевић-Тереза (велики приложник капеле Засковачке) // Хришћанска мисао, год. V, бр. 1-3 (1997). — C. 51-52.
  - Српска Православна Црква: Прилози за историју 2. — Београд: Богословски факултет СПЦ, 2000. — C. 301—304.
- Карловачка митрополија // Теолошки погледи, год. XXIX, бр. 1-4 (1997). — C. 185—201.
  - Карловачка митрополија // Српска православна Црква: Прилози за историју 2. — Београд: Богословски факултет СПЦ, 2000. — C. 37-54.
- Жички епископи за време митрополита Михаила // Хришћанскамисао, год. VI, бр. 14 (1998). — C. 48-50.
  - Српска Православна Црква: Прилози за историју 2. — Београд: Богословски факултет СПЦ, 2000. — C. 91-104.
- Градња иконостаса цркве Св. Петра и Павла у Јагодини // Каленић, бр. 3, (1998). — C. 8-9.
  - Српска Православна Црква: Прилози за историју 2. — Београд: Богословски факултет СПЦ, 2000. — C. 333—338.
- Из живота архимандрита Аверкија, професора крагујевачкегимназије // Каленић, бр. 5 (1998). — C. 24.
- Хиландар // Гласник: службени лист Српске Православне Цркве, год. LXXX, бр. 1 (1998). — C. 3-5.
- Поводом стогодишњице од упокојења митрополита Михаила: свастрани црквени поглавар // Каленић, год. XX, бр. 5 (1998). — C. 4-8.
  - Српска Православна Црква: Прилози за историју 2. — Београд: Богословски факултет СПЦ, 2000. — C. 69—80.
- Митрополит Михаило и Васа Пелагић // Живот и дело Васе Пелагића: Зборник радова са научног скупа Српске академије наука иуметности и Академије наука и умјетности Републике Српске (одржаног 6. и 7. маја 1998. године у Београду и 8.- маја 1998. године у БањаЛуци), Београд: Завод за уџбенике и наставна средства, 1999. — C. 381—387.
  - Митрополит Михаило и Васа Пелагић // Српска Православна Црква: Прилози за историју 2. Београд: Богословски факултет СПЦ, 2000. — C. 81-90.
- Митрополит Скопски Јосиф и манастир Хиландар // Црква: календар Српске православне патријаршије (1999). — C. 89-92.
  - Митрополит Скопски Јосиф и манастир Хиландар // Српска Православна Црква: Прилози за историју 2. — Београд: Богословски факултет СПЦ, 2000. — C. 143—150;
  - Мудри орачњиве Господње // Споменица Јосифа Цвијовића епископа битољског и митрополита скопског, Цетиње-Лепосавић-Београд 2007. — C. 109—114.
- Српска Црква у Босни и Херцеговини // Гласник: службени лист Српске Православне Цркве, год. LXXXI, 5 (1999). — C. 95-98.
  - Српска Православна Црква: Прилози за историју 2. — Београд: Богословски факултет СПЦ, 2000. — C. 23-28; у скраћеномобиму штампано и у: Кратка историја Српске Православне Цркве (1219—2000), Крагујевац, 2000. — C. 64-75.
- Богословија Светог Саве у Кадесдону // Хришћанска мисао, год. VII, бр. 5-8 (1999). — C. 47.
  - Богословија Светог Саве у Кадесдону // Српска Православна Црква: Прилози за историју 2. — Београд: Богословски факултет СПЦ, 2000. — C. 249—250.
- Издвајање (укидање) Богословског факултета из састава Београдског Универзитета // Каленић, год. XXI, бр. 6 (1999). — C. 2-9.
  - Издвајање (укидање) Богословског факултета из састава Београдског Универзитета // Српска Православна Црква: Прилози за историју 2. — Београд: Богословски факултет СПЦ, 2000. — C. 277—295
  - Православни Богословски факултет 1945—1952: Од државне до црквене институције // Богословље, год. LXV, бр. 1 (2006). — C. 145—169.
- Прилог историји манастира Липовца у XIX веку // Зборник радова: Научни скуп поводом шест векова манастира Свети Стеван — Липовац, 4-6. новембар 1999, Алексинац: Центар за културу и уметност, 1999. — C. 83-90.
  - Српска Православна Црква: Прилози за историју 2. — Београд: Богословски факултет СПЦ, 2000. — C. 305—314.
- Црква Вазнесења Господњег у селу Врби // Хришћанска мисао, год. VII, бр. 1-4 (1999). — C. 51-52.
  - Црква Вазнесења Господњег у селу Врби // Српска Православна Црква: Прилози за историју 2. — Београд: Богословски факултет СПЦ, 2000. — C. 325—330.
- Раскол у Српској православној цркви — македонско црквено питање (The Rift in the Serbian Orthodox Church — The Macedonian Church Issue) (серб.) // Вардарски зборник. — 1999. — Т. 1. — С. 155—173.
- Митрополит дабробосански Петар (Зимоњић) (1866—1941) // Црква: календар Српске православне патријаршије (2000). — C. 90-101.
  - Митрополит дабробосански Петар (Зимоњић) (1866—1941) // Српска Православна Црква: Прилози за историју 2, Београд: Богословски факултет СПЦ, 2000. — C. 105—130.
- Експропријација метоха манастира Хиландара 1932. године // Међународни научни скуп осам векова Хиландара, историја, духовни живот, књижевност, уметност и архитектура, 21. октобар 1998, Научни скупови књ. 95, Одељење историјских наука књ. 27, Београд: САНУ, 2000. — C. 173—178.
  - Српска Православна Црква: Прилози за историју 2, Београд: Богословски факултет СПЦ, 2000. — С. 339—347
  - Милешевац, год. 3, бр. 6 (2003). — C. 28-29.
- Прилог историји Будимљанско-полимске епархије // Гласник: службени лист Српске Православне Цркве, год. LXXXII, бр. 11 (2000). — C. 253—258.
  - Прилози за историју Српске Православне Цркве 3, Фоча: Православни богословски факултет ‘Свети Василије Острошки’ 2006. — C. 141—154.
- Никанор Ружичић епископ Жички (1886—1889) // Научни скуп Рудо Поље Карановац Краљево (од првих помена до првог светског рата), посебна издања књ. 76, Београд: Балканолошки институт Српске академије наука и уметности, Краљево: Народни Музеј Краљево, 2000. — C. 215—232.
- 385 година Богословије у манастиру Крки и 120 година Сарајевско-рељевске Богословије // Хришћанска мисао, год. VIII, бр. 1-4 (2000). — C. 48-49.
- Архив Светог архијерејског синода као извор за историју СПЦ // Архивска грађа као извор за историју: међународни научни скуп, 15-16. мај 2000. — Београд, 2000. — C. 425—427.
- Рад кнеза Милоша и митрополита Петра на отварању Богословије у Београду // Споменица епископу шумадијском Сави: Зборник радова поводом 40. годишњице архијерејске службе др Саве (Вуковића), епископа шумадијског, Нови Сад, 2001. — С. 257—271.
  - Рад кнеза Милоша и митрополита Петра на отварању Богословије у Београду // Прилози за историју Српске Православне Цркве 3, Фоча: Православни богословски факултет Свети Василије Острошки 2006. — C. 191—209.
- Црква Светог Архангела Гаврила у Севојну // Богословље, год. XLIV (LVIII), бр. 1-2 (2001). — C. 245—255.
  - Црква Светог Архангела Гаврила у Севојну // Прилози за историју Српске Православне Цркве 3, Фоча: Православни богословски факултет Свети Василије Острошки 2006. — C. 251—263.
- Анастасия // Православная энциклопедия. — М., 2001. — Т. II : Алексий, человек Божий — Анфим Анхиальский. — С. 253. — 40 000 экз. — ISBN 5-89572-007-2.
- Платон Јовановић, епископ бањалучки (1874—1941) (серб.) // Богословље: Часопис Православног богословског факултета у Београду. — 2002. — Т. 61, бр. 1. — С. 243—251.
  - Платон Јовановић, епископ Бањалучки (1874—1941) // Вишеградска стаза, Зборник радова и докумената са «Вишеградских стаза 1999, 2000 и 2001». — Вишеград, 2002. — С. 221—230.
  - Платон Јовановић, епископ Бањалучки (1874—1941) // Прилози за историју Српске Православне Цркве 3, Фоча: Православни богословски факултет Св. Василије Острошки 2006. — C. 49-58.
- Епископ шумадијски др Сава Вуковић 1930—2001 // Црква: календар Српске патријаршије (2002). — C. 565—574.
  - Епископ шумадијски др Сава Вуковић 1930—2001 // Прилози за историју Српске Православне Цркве 3, Фоча: Православни богословки факултет Св. Василије Острошки 2006. — C. 117—131.
- Саборна црква у Сарајеву: стотину тридесет година од освећења // Православље, год. XXXVI, бр. 840 (2002). — C. 3.
  - Саборна црква у Сарајеву: стотину тридесет година од освећења // Прилози за историју Српске Православне Цркве 3, Фоча: Православни богословски факултет Св. Василије Острошки 2006. — C. 247—250.
- Др Ђоко Слијепчевић—историчар СПЦ // Богословље, год. XLVII (LXI), бр. 2 (2002). — C. 275—278.
  - Др Ђоко Слијепчевић—историчар СПЦ // Прилози за историју Српске Православне Цркве 3, 2006. — С. 265—271. (в изменённом виде)
- Владислав (Митровић), митрополит Дабробосански (1913—1992) // Годишњак: часопис за теолошко-философска и текућа питања Духовне академије Светог Василија Острошког у Србињу, год. I, бр. 1 (2002). — C. 1-4.
- Реч о монашком братству, манастир Светог Николе у Бањи код Прибоја // Манастир Светог Николе у Бањи код Прибоја: споменица поводом стогодишњице обнове 1902—2002, Прибој 2002, 49-54.
- У спомен на Саву (Вуковића) — епископа Шумадијског // Енциклопедија православља, Београд: Савремена администрација, 2002. — C. XI—XII.
- Архиепископ Арсеније I Сремац // Краљ Владислав и Србија XIII века: научни скуп, 15-16. новембар 2000. одржан у манастиру Милешеви, Зборник радова, Књига 20, Београд, Историјски институт, 2003. — C. 41-45.
  - Архиепископ Арсеније I Сремац // Прилози за историју Српске Православне Цркве 3, Фоча; Православни богословски факултет Свети Василије Острошки 2006. — C. 11-17.
- Херцеговачки митрополити Симеон и Саватије Љубибратић, Нектарије Зотовић и Петар Зимоњић // Годишњак: Часопис за теолошко-философска и текућа питања Духовне академије Светог Василија Острошког у Србињу, год. II, бр. 2 (2003) 46-56.
  - Херцеговачки митрополити Симеон и Саватије Љубибратић, Нектарије Зотовић и Петар Зимоњић // Прилози за историју Српске Православне Цркве 3 Фоча; Православни, богословски факултет Свети Василије Острошки 2006. — C. 25-36.
- Зворничка епархија (серб.) // Богословље: Часопис Православног богословског факултета у Београду. — 2003. — Т. 62, бр. 1—2. — С. 281—287.
  - Прилози за историју Српске Православне Цркве 3, Фоча Православни богословски факултет Свети Василије Острошки 2006. — C. 133—140.
- Стогодишњица обнове манастира Бање // Милешевац, год. III, бр. 5 (2003) 12-13.
  - Прилози за историју Српске Православне Цркве 3, Фоча: Православни богословски факултет Свети Василије Острошки 2006, 239—246.
- Биографије пострадалих свештеномученика Дабробосанске епархије : новопросијавши у земљи српској (1-3) // Православље, год. XXXVII, бр. 875 (2003) 30; бр. 876 (2003) 11; бр. 877 (2003) 14. [82] Војислав Максимовић, Митрополит Сава Косановић 1839—1903, Добрун: Дабар, Сарајево: Просвјета 2003. на корици (рецензија)
- Свештенство у борби и дипломатији // Зборник Вожд Карађорђе, Топола: Топола филм, 2003. — C. 164—168.
- Свети Гаврило I Рајић, патријарх Српски (1648—1655) // Милешевац, год. IV, бр. 8 Пријепоље (2004) 50-51.
  - Прилози за историју Српске Православне Цркве 3, Фоча: Православни богословски факултет Свети Василије Острошки 2006. — C. 19-24.
- Леонтије Ламбровић, Београдски митрополит (1801—1813) // Годишњак: часопис за теолошко-философска и текућа питања Духовне академије Светог Василија Острошког у Србињу, год. III, бр. 3 (2004) 1-10.
  - Прилози за историју Српске Православне Цркве 3, Фоча: Православни богословски факултет Свети Василије Острошки 2006. — C. 37-48.
- Учешће свештенства у Првом и Другом српском устанку // Црква: календар Српске православне патријаршије (2004) 50-58.
  - Прилози за историју Српске Православне Цркве 3, Фоча: Православни богословски факултет ‘Св. Василије Острошки’ 2006. — C. 155—167.
- Учешће свештенства у Првом српском устанку // Пешчаник: часопис за историографију, архивистику и хуманистичке науке, год. II, бр. 2 (2004) 53-63.
- Однос митрополита Петра I према Првом српском устанку // Српска револуција 1804—1815. и Босна и Херцеговина. Зборник радова, Научни скупови књ. VI, Одјељење друштвених наука књ. 8, Бања Лука: Академија наука и умјетности Републике Српске, 2004. — C. 141—151.
  - Прилози за историју Српске Православне Цркве 3, Фоча: Православни богословски факултет Свети Василије Острошки 2006. — C. 169—180.
- Теолошке студије // План институционалног развоја универзитета 2003—2008. године, Источно Сарајево, 2004. — C. 137—139.
- Мисија епископа Иринеја у Карпатској Русији // Годишњак: часопис за теолошко-философска и текућа питања Православног богословског факултета Свети Василије Острошки у Фочи, год. IV, бр. 4 (2005) 99-136.
  - Прилози за историју Српске Православне Цркве 3, Фоча: Православни богословски факултет Свети Василије Острошки 2006. — C. 67-108.
- Прилог историји страдања Српске Православне Цркве од комуниста // Годишњак: часопис за теолошко-философска питања Православног богословског факултета Свети Василије Острошки, год. IV, бр. 4 (2005) 193—201.
- Улога Цркве и свештенства у Балканским ратовима // Вардарски зборник, бр. 4 (2005) 131—139.
  - Прилози за историју Српска Православна Црква 3, Фоча: Православни богословски факултет Свети Василије Острошки 2006. — C. 181—190.
- Прилог историји Саборне цркве у Београду // Гласник: службени лист Српске Православне Цркве, год. LXXXVII, бр. 5 (2005) 133—137
- Владислав (Митрович) // Православная энциклопедия. — М., 2005. — Т. IX : Владимирская икона Божией Матери — Второе пришествие. — С. 95. — 39 000 экз. — ISBN 5-89572-015-3. (в соавторстве с А. В. Шестаковым)
- Страдање за правду и истину // Саво Б. Јовић, Свети исповедник Варнава епископ Хвостански, Београд: Информативно-издавачка установа Српске православне цркве, 2005. — C. 9-11. (рецензија) "Иринеј Ћирић, епископ Бачки (1884—1955) // Искон, бр. 9 (2006). — C. 71-79.
  - Прилози за историју Српске Православне Цркве 3, Фоча: Православни богословски факултет Свети Василије Острошки 2006. — C. 59-66.
- Стодвадесетпет година Богословије у Сарајеву // Годишњак: часопис за теолошко-философска и текућа питања Православног богословског факултета Свети Василије Острошки у Фочи, год. V, бр. 5 (2006) 5-9.
- Упокојио се проф. др Слободан Милеуснић // Годишњак: часопис за теолошко-философска и текућа питања Православног богословског факултета Свети Василија Острошког у Фочи, год. V, бр. 5 (2006). — C. 313—322. [104] Српски Биографски речник, 2: В-Г, Нови Сад: Матица српска, 2006. [1 одредница]: Гавриловић, Алексије, јеромонах (стр. 575). 2007.
- Предговор // Српска Православна епархија средњоевропска од 1991. до 2006. године — шематизам, Београд, Химелстир, 2007. — C. 19-22.
- Педесет година од смрти Јосифа Цвијовића, митрополита Скопског // Црква: календар Српске православне патријаршије (2007) 108—110. Прештампано из: Прилози за историју Српске Православне Цркве 3, Фоча: Православни богословски факултет Свети Василије Острошки 2006. — C. 109—115.
- Годишњи извештаји Православног богословског факултета Ректорату Универзитета од 1920. до 1940 // Српска теологија у двадесетом веку: истраживачки проблеми и резултати, књ. 2, Зборник радова научног скупа (ПБФ Београд, 24. и 25. мај 2007), прир. Б. Шијаковић, Београд: Православни богословски факултет, 2007. — C. 77-79.
- Патријарх Српски Викентије (1950—1958) // Црква: календар Српске православне патријаршије (2008). — C. 97-102.
- Годишњи извештаји Православног богословског факултета Ректорату Универзитета од 1947. до 1952 // Српска теологија у двадесетом веку: истраживачки проблеми и резултати, књ. 3, Зборник радова научног скупа (ПБФ Београд, 28. децембар 2007), прир. Б. Шијаковић, Београд: Православни богословски факултет, 2008. — C. 179—189.
- Свети Сава (Растко Немањић), архиепископ (Рас, 1175 — Трново, Бугарска, 1236) // Храм Светог Саве, Мокра Гора: Црквена општина Мокра Гора, 2008. — C. 74-80.
- Нови епископи за време друге управе митрополита Михаила Српском црквом // Живот и дело митрополита Михаила (1826—1898), ур. Д. Стефановић, (Научни скупови Српске академије наука и уметности, књ. CXVIII, Одељење историјских наука, књ. 31), Београд: САНУ 2008. — C. 21-34.
- Саборна црква у Сремским Карловцима // Српска Православна Црква, њена прошлост и садашњост, год. IX, бр. 9 (2009). — C. 34-41.
  - The cathedral church in Sremski Karlovci // Српска Православна Црква, њена прошлост и садашњост (2009). — C. 34-41.
- Српска Православна Црква у Босни и Херцеговини од Берлинског конгреса до анексије 1908. године // Стогодишњица анексије Босне и Херцеговине, Научни скупови, књ. XVI, Одјељење друштвених наука, књ. 21, Бања Лука: Академија наука и умјетности Републике Српске, 2009. — C. 65-87.
- Петнаест година рада Богословског факултета Светог Василија Острошког у Фочи // Гласник: службени лист Српске Православне Цркве, год. XC, бр. 7 (2009). — C. 178—181.
- Значајан издавачки подухват // Гласник: службени лист Српске Православне Цркве, год. XC, бр. 8 (2009). — C. 218—219.
- Рад Митрополита Павла Ненадовића на обнови монашког живота и општежића у фрушкогорским манастирима // Црквене студије, год. VI, бр. 6 (2009). — C. 353—363.
- Histoire abrégée de l’église orthodoxe serbe en ex-Yougoslavie au XXe siècle // L’Église orthodoxe en Europe orientale au XXe siècle, ур. Christine Chaillot, Paris: CERF 2009. — pp. 111—132.
- Библиотека Богословског факултета између два светска рата // Српска теологија у двадесетом веку: истраживачки проблеми и резултати, књ. 4, Зборник радова научног скупа (ПБФ Београд, 30. мај 2008), прир. Б. Шијаковић, Београд: Православни богословски факултет, 2009. — C. 117—128.
- Темишварски сабор и смрт митрополита Мојсија Путника // Црква: календар Српске православне патријаршије (2010). — C. 102—108.
- Српска православна црква између два светска рата // Летопис Српске православне парохије у Цељу, Београд: Архив Србије; Цеље: Згодовински архив, 2010, 9-11.
- Др Душан Кашић: историчар СПЦ // Српска теологија у двадесетом веку: истраживачки проблеми и резултати, књ. 5, Зборник ра- 418 Прилози за историју Српске Православне Цркве 4 дова научног скупа (ПБФ Београд, 26. децембар 2008), прир. Б. Шијаковић, Београд: Православни богословски факултет, 2010. — C. 141—144.
- Међуфакултетски екуменски симпосијуми од 1974. до 1990. године // Српска теологија у двадесетом веку: истраживачки проблеми и резултати, књ. 6, Зборник радова научног скупа (ПБФ Београд, 29. мај 2009), прир. Б. Шијаковић, Београд: Православни богословски факултет 2010. — C. 104—120.
- Прота Стеван М. Димитријевић — историчар СПЦ // Српска теологија у двадесетом веку: истраживачки проблеми и резултати, књ. 7, Зборник радова научног скупа (ПБФ Београд, 25. децембар 2009), прир. Б. Шијаковић, Београд: Православни богословски факултет, 2010. — C. 53-59.
- Краткая история Сербской Православной Церковь в бывшей Югославии в XX столетии // Православная Церковь в Восточной Европе XX век, ур. Кристин Шайо, Киев: Дух і літера, Центр св. Климента, 2010. — C. 81-92.
- "Подворје Српске Цркве у Москви // Српско-Руски односи од почетка 18. до краја 20. века: Зборник радова међународног научног скупа (Београд, 23-25. септембар 2010), ур. М. Војводић, (Научни скупови Српске академије наука и уметности, књ. CXXXVI, Одељење историјских наука, књ. 34), Београд: САНУ, 2011. — С. 77-93.
- Рад Светог архијерејског сабора 1947. године (серб.) // Богословље: Часопис Православног богословског факултета у Београду. — 2011. — Т. LXX, бр. 1. — С. 152—171.
- Монашка школа у манастиру Раковица // Српска теологија у двадесетом веку: истраживачки проблеми и резултати, књ. 9, Зборник радова научног скупа (ПБФ Београд, 15. децембар 2010), прир. Б. Шијаковић, Београд: Православни богословски факултет, 2011. — С. 268—278.
- Задарска богословија // Српска теологија у двадесетом веку: истраживачки проблеми и резултати, књ. 10, Зборник радова научног скупа (ПБФ Београд, 27. и 28. мај 2011), прир. Б. Шијаковић, Београд: Православни богословски факултет, 2011. — С. 268—278.
- Двадесет година од упокојења патријарха Српског Германа // Црква: Календар Српске православне патријаршије за просту 2011. годину (2011). — С. 145—149.
- Десетогодишњица упокојења Епископа Шумадијског Саве // Православље бр. 1063 (2011). — С. 46.
- Сава, епископ Шумадијски // Азбучни и хронолошки прегледи: уз књигу Сава, епископ шумадијски, Српски јерарси од деветог до двадесетог века, Нови Сад: Прометеј, 2012. — С. 7-9.
- Сарајевска богословија // Српска теологија у двадесетом веку: истраживачки проблеми и резултати, књ. 12, Зборник радова научног скупа (ПБФ Београд, 25. мај 2012), прир. Б. Шијаковић, Београд: Православни богословски факултет, 2012. — С. 174—183.
- Богословско образовање Срба // Доситеј у српској историји и култури, зборник радова међународног научног скупа (Београд, Манастир Крушедол, Нови Сад 13-15. октобар 2011), ур. Д. Иванић, Београд: Задужбина "Доситеј Обрадовић // 2013. — С. 721—749.
- Улога свештенства у Балканским ратовима (серб.) // Богословље: Часопис Православног богословског факултета у Београду. — 2013. — Т. 72, бр. 1. — С. 93—111.
- Помоћ Цркве и свештенства нашој војсци и пострадалим породицама у Балканским ратовима 1912/1913. године // Први балкански рат 1912/1913. године: Друштвени и цивилизацијски смисао (поводом стогодишњице ослобођења Старе Србије и Македоније 1912), међународни тематски зборник, књ. 1, приредио А. Ристовић, Ниш: Филозофски факултет, 2013. — С. 371—385.
- Будимљанско-полимска епархија од 1947. до 1956. године // Међународни научни скуп "Осам векова Манастира Милешеве": зборник радова I (серб.). — Епархија милешевска, 2013. — Т. 1. — С. 143—161.
- Последњи дани патријарха Варнаве (серб.) // Богословље: Часопис Православног богословског факултета у Београду. — 2013. — Т. 72, бр. 2. — С. 241—255.
- Рад митрополита Павла Ненадовића на завођењу монашке дисциплине у фрушкогорским манастирима (серб.) // Богословље: Часопис Православног богословског факултета у Београду. — 2014. — Т. 73, бр. 1. — С. 120—125.
- Рад митрополита Павла Ненадовића на просвећивању свештенства и народа (Work of the Metropolitan Pavle Nenadović on the education of priesthood and common people) // Три века Карловачке митрополије 1713-2013 (серб.). — Епархија сремска, Филозофски факултет, 2014. — С. 166—177.
- Стотину осамдесет година Тимочке епархије (серб.) // Богословље: Часопис Православног богословског факултета у Београду. — 2014. — Т. 73, бр. 2. — С. 87—92.
- Međufаkultetski ekumenski simposijumi od 1974. do 1990. godine // Edinost in dialog Unity and Dialogue letnik 70, leto 2015. — C. 157—171
- Српска православна црква и балкански ратови (Serbian Orthodox Church and the Balkan wars) // Први балкански рат 1912-1913: Историјски процеси и проблеми у светлости стогодишњег искуства (серб.). — Српска академија наука и уметности, 2015. — С. 297—304.
- Страдање свештеника Српске православне цркве у Босни и Херцеговини током Првог светског рата (The suffering of the priests of the Serbian Orthodox Church in Bosnia and Herzegovina during the First World War) // Православни свет и Први светски рат: Зборник радова (серб.). — Православни богословски факултет, Институт за теолошка истраживања, 2015. — С. 141—160.
- Пострадали свештеници током Првог светског рата са простора Тимочке епархије (серб.) // Богословље: Часопис Православног богословског факултета у Београду. — 2015. — Т. 74, бр. 1. — С. 261—268.
- Страдање свештеника током Првог светског рата на подручију Цетињске, Пећске и Никшићке епархије (серб.) // Богословље: Часопис Православног богословског факултета у Београду. — 2015. — Т. 74, бр. 2. — С. 211—220.
- Страдање свештеника током Првог светског рата на подручију Шабачко-Ваљевске епархије (серб.) // Богословље: Часопис Православног богословског факултета у Београду. — 2015. — Т. 74, бр. 2. — С. 221—232.
- Страдање свештенства Захумсхо-херцеговачке епархије током Првог свеског рата (серб.) // Богословље: Часопис Православног богословског факултета у Београду. — 2016. — Т. 75, бр. 1. — С. 22—32.
- Страдање свештеника током Првог светског рата на подручју Бањалучке епархије (серб.) // Богословље: Часопис Православног богословског факултета у Београду. — 2016. — Т. 75, бр. 1. — С. 33—46.
- Страдање свештеника из епархије Горњокарловачке током Првог светског рата (серб.) // Богословље: Часопис Православног богословског факултета у Београду. — 2016. — Т. 75, бр. 2. — С. 186—191.
- Страдање свештеника током Првог светског рата на подручју Пакрачке и Битољске епархије (серб.) // Богословље: Часопис Православног богословског факултета у Београду. — 2017. — Т. 76, бр. 1. — С. 151—158.
- Страдање свештеника Рашко-призренске епархије током Првог светског рата (серб.) // Богословље: Часопис Православног богословског факултета у Београду. — 2018. — Т. 77, бр. 1. — С. 123—138.

- Прилози за историју Српске православне цркве (серб.). — Ниш: Византијско огледало, 1997. — 462 с.
- Раскол у Српској Православној Цркви — Македонско црквено питање (серб.). — Свети архијерјески синод СПЦ, 1997. — 183 с.
- Српска православна црква: Прилози за историју. 2 (серб.). — Београд: Хиландарски фонд при Богословском факултету СПЦ, 2000. — 387 с.
- Кратка историја Српске православне цркве (1219—2000) (серб.). — Крагујевац: Каленић, 2000. — 125 с.
- Сарајевска богословија 1882-2002 (серб.). — Духовна академија Св. Василија Острошког, 2003.
- Српска православна епархија дабро-босанска: Шематизам (серб.). — Србиње: Духовна академија Св. Василија Острошког, 2004.
- Саборни храм Светог Ђорђа у Крушевцу (серб.). — Београд: Црквена општина Крушевац и црква Светог Ђорђа, 2004. — 198 с. — ISBN 86–904953–0-4.
- Косово и Метохија у црквеној штампи у последњих десет година (1995–2005) (серб.). — Фоча: Православни богословски факултет Свети Василије Острошки, 2006. — 237 с. — ISBN 99938–703–6-6.
- Прилози за историју Српске православне цркве. 3 (серб.). — Фоча: Православни богословски факултет "Св. Василије Острошки", 2006.
- Српска патријаршија: Историја Српске православне цркве = The Serbian Patriarchate: A History of the Serbian Orthodox Church (серб.). — Нови Сад: Православна реч, 2010. — 636 с. — ISBN 978–86–83903–35–1.
- Монашка школа у манастиру Раковица. — Београд: Православни богословски факултет, Институт за теолошка истраживања, 2011. — 143 с. — ISBN 978–86–7405–092–7.
- Задарска богословија (серб.). — Београд: Православни богословски факултет, Институт за теолошка истраживања, 2012. — 142 с. — ISBN 978–86–7405–124–5.
- Прилози за историју Српске православне цркве. 4 (серб.). — Београд: Православни богословски факултет, Институт за теолошка истраживања, 2014.